# 布高茨
布高茨，是匈牙利南部巴奇-基什孔州所辖的一个村，总面积131.11平方公里，总人口3006，人口密度22.96人/平方公里（2005年）。地理坐标为46°41′N 19°41′E。